# Независимост или смърт
Независимост или смърт (на турски: Ya İstiklal Ya Ölüm) е турски исторически и фантастичен мини телевизионен сериал, продуциран от Kirli Kedi Productions, режисиран от Ясин Услу и по сценарий на Фунда Четин. В поредицата се описва окупацията на Истанбул и разпускането на парламента на 16 март 1920 г., борбата на групата Мим Мим в окупирания Истанбул, движението Kuva-yi Milliye, което възниква под ръководството на Мустафа Кемал паша и новото движение в Анкара. Описва се процеса на създаване на парламент и откриването му на 23 април 1920 г. Сериалът прави своя финал със своите 11-ти и 12-ти епизод, излъчени на 20 април 2020 г.

## Актьорски състав
- Илкер Къзмаз – Mустафа Кемал паша
- Биркан Соколлу – Toпкапалъ Джамбаз Мехмет бей
- Долунай Сойсерт –	Халиде Eдиб
- Oсман Сонант – Aли Фуат Джебесой
- Meхмет Йозгюр – Мехмет Акиф Ерсой
- Ръза Коджаоулу – Ихсан Пере
- Хилми Джем Интепе – Галип бей
- Meлис Сезен –	Назан ханъм
- Дениз Джелиоулу –	Исмет паша
- Фърат Доурулоулу –	Aднан Aдъвар
- Усхан Чакър –	Салих Бозок
- Дениз Хамзаоулу – Хюсаметин бей
- Серкан Ерджан – Хафъз Кемал
- Бурак Тамдоган – Февзи Чакмак
- Mухаммед Джангьорен –	Хюсеин Kaзъм Кадри
- Aлтан Eркекли – Салих Хулуси Keзрак
- Keнан Бал – Ръфат Бьорекчи
- Умут Курт – Eдип бей
- Дениз Тансел Йонгел – Джеват Чобанлъ
- Бурак Ямантюрк – Хаяти бей
- Meхмет Йълмаз Ак – Арман Пандикян
- Ибрахим Гюндоган – Дамад Ферид паша
- Умут Карадаа – Mустафа Сагир
- Пол Дуайър – сър Джон де Робек

## Излъчване
| Сезон | Сезон | Епизоди | Начало на сезона | Край на сезона   | Всички епизоди | ТВ сезон | ТВ канал |
| ----- | ----- | ------- | ---------------- | ---------------- | -------------- | -------- | -------- |
|       | 1     | 12      | 16 март 2020 г.  | 20 април 2020 г. | 1 – 12         | 2020     | TRT 1    |